# De Prins van Oranje (Bredevoort)
De Prins van Oranje is een walkorenmolen die in 1870 werd gebouwd aan de Landstraat 32-34 in de Nederlandse stad Bredevoort. Het is een ronde stenen korenmolen met een met dakleer gedekte kap voor het malen van graan. De molen staat op een belt van 3,5 meter hoogte, maar daaronder zit ook nog het zes meter hoge Bastion Welgemoed dat ooit deel uitmaakte van de vestingwerken van Bredevoort.
Naast de molen staat een maalderij waar graan gemalen wordt met elektrisch aangedreven molenstenen.

## Geschiedenis
Omstreeks 1644/45 werd door de prins van Oranje, als heer van Bredevoort, toestemming verleend voor de bouw van een standerdmolen op Welgemoed, een bastion dat deel uitmaakte van de vestingwerken van Bredevoort. Op dezelfde plaats is in 1870 de huidige molen gebouwd, nadat de standerdmolen in 1869 afbrandde. Het bouwen van deze molen heeft langer geduurd dan gebruikelijk, omdat de Duitse metselaars moesten dienen als soldaat in de Frans-Pruisische Oorlog. De molen is in 1968 gerestaureerd en nogmaals in 1991 en 1992 voor wat betreft het technische gedeelte. Na een breuk van de geklonken binnenroede zijn de huidige roeden van Vaags aangebracht. Bij deze tweede restauratie opnieuw een tweede beltdeur aangebracht.

## Gaande werk
De molen heeft een koppel maalstenen met 16der (140 cm doorsnede) blauwe stenen en een koppel 17der (150 cm doorsnede) kunststenen. Er is een regulateur voor de maalstenen, die rechtstreeks door de koningsspil wordt aangedreven. Ook is er nog op de eerste verdieping een elektrisch aangedreven maalstoel aanwezig met 16der kunststenen. Het luiwerk is een sleepluiwerk met de luitafel op het spoorwiel. Daarnaast is er een elektrisch bediend luiwerk.
De uit 1992 stammende, gelaste roeden zijn gemaakt door de firma Vaags en zijn 25,00 m lang. De buitenroede heeft het nummer 2 en de binnenroede nummer 3. De binnenroede heeft Busselneuzen en Ten Have-kleppen en de buitenroede Busselneuzen met Oudhollands hekwerk. De molen heeft een Vlaamse vang met een vangtrommel en pal. De vangbalk zit in de ezel met een schuif. De 5,10 meter lange as is in 1873 gegoten door de ijzergieterij de Prins van Oranje en heeft het nummer 898. Het kruiwerk bestaat uit nylon rollen, die in een ijzeren rollenwagen zitten. De molen wordt gekruid met een kruiwiel. De lange spruit zit achter het bovenwiel.

## Overbrengingen
- De overbrengingsverhouding is 1:6,5.
- Het bovenwiel heeft 63 kammen en de bovenbonkelaar 32.
- Het spoorwiel heeft 82 kammen en het steenspilrondsel 25 staven. De steek is 12 cm.

### Eigenaren
- Wm. Heusinkveld (1870 - 1890)
- F. Heusinkveld (1890 -1920)
- Fa. Navis (1920 -1973)
- J.W. Woordes (1973 - 2006)
- H.J. Woordes

## Fotogalerij

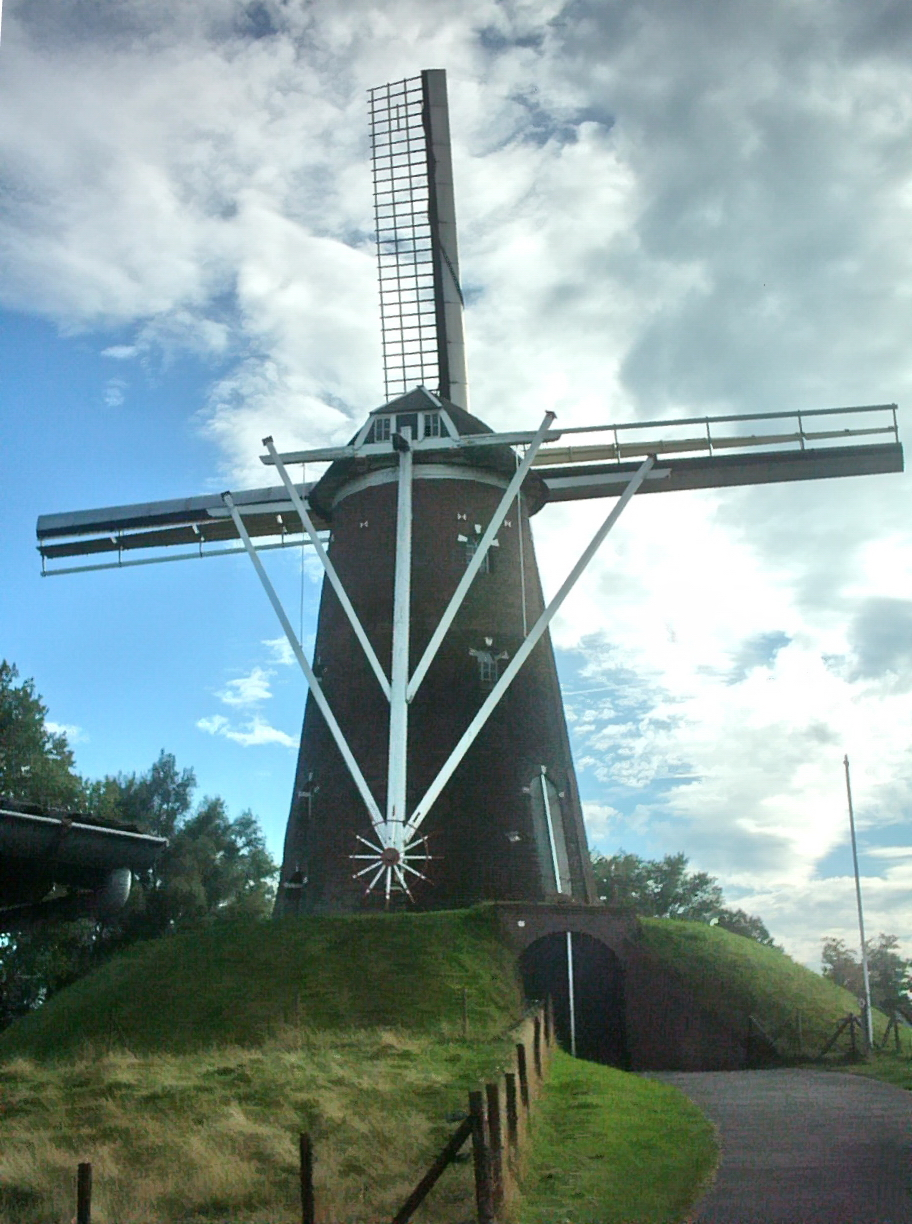
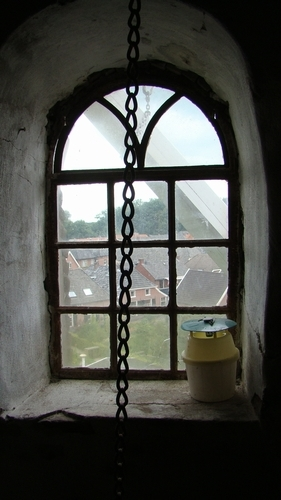
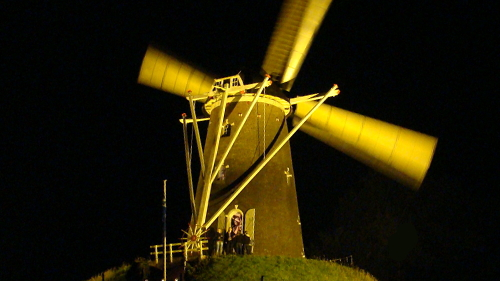
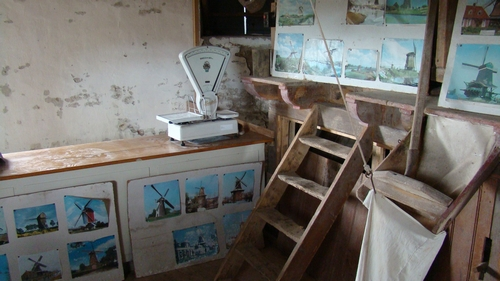
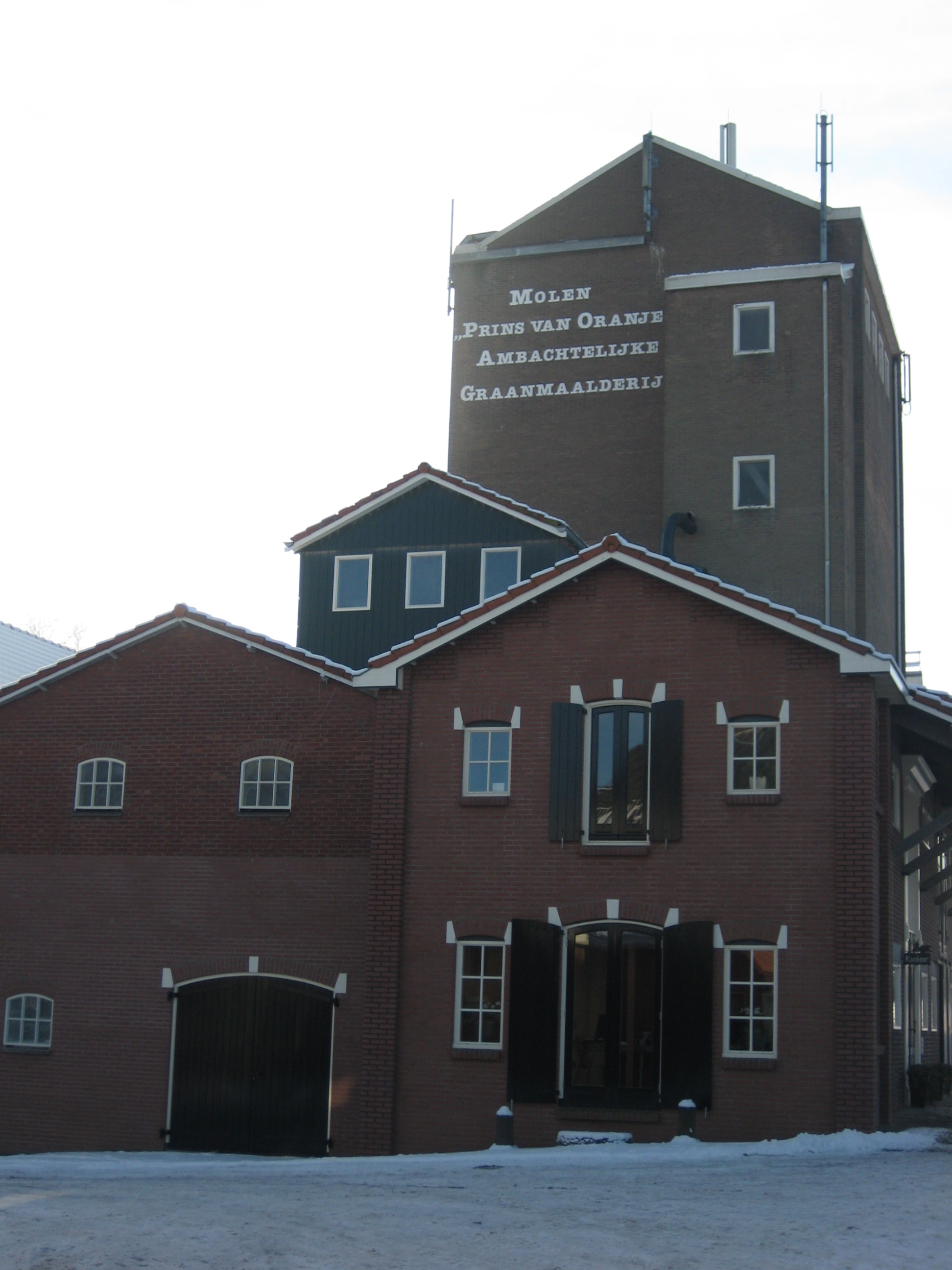
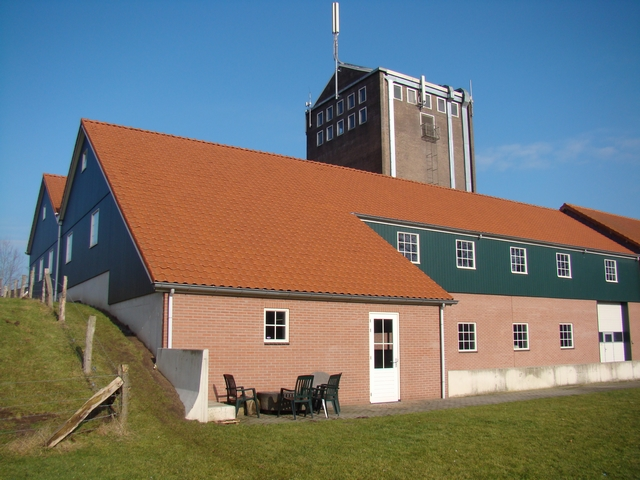

't Boerderi'jken · Bouwhuis Wever · De Prins van Oranje · Eskes · Grote Gracht · Hozenstraat 16 · Kerkstraat 13 · Kuupershuusken · Landstraat 10 · Markt 1 · Markt 5 · Markt 7 · Misterstraat 85 · Sint Bernardus · Sint-Joriskerk · Vestingpark · 't Zand 2